# Bishan, Liangping
Bishan (kinesiska: 碧山)  är en köping i sydvästra Kina. Den ligger i stadsdistriktet Liangping i storstadsområdet Chongqing, omkring 160 kilometer nordost om det centrala stadsdistriktet Yuzhong. Antalet invånare är 18 102. Befolkningen består av 8 812 kvinnor och 9 290 män. Barn under 15 år utgör 22,0 %, vuxna 15-64 år 63 %, och äldre över 65 år 13,0 %.